# Horseball
Horseball ist eine Pferdesportart und kann als eine Kombination aus Handball und Basketball zu Pferd umschrieben werden. Horseball hat sich aus dem argentinischen Nationalsport Pato entwickelt.

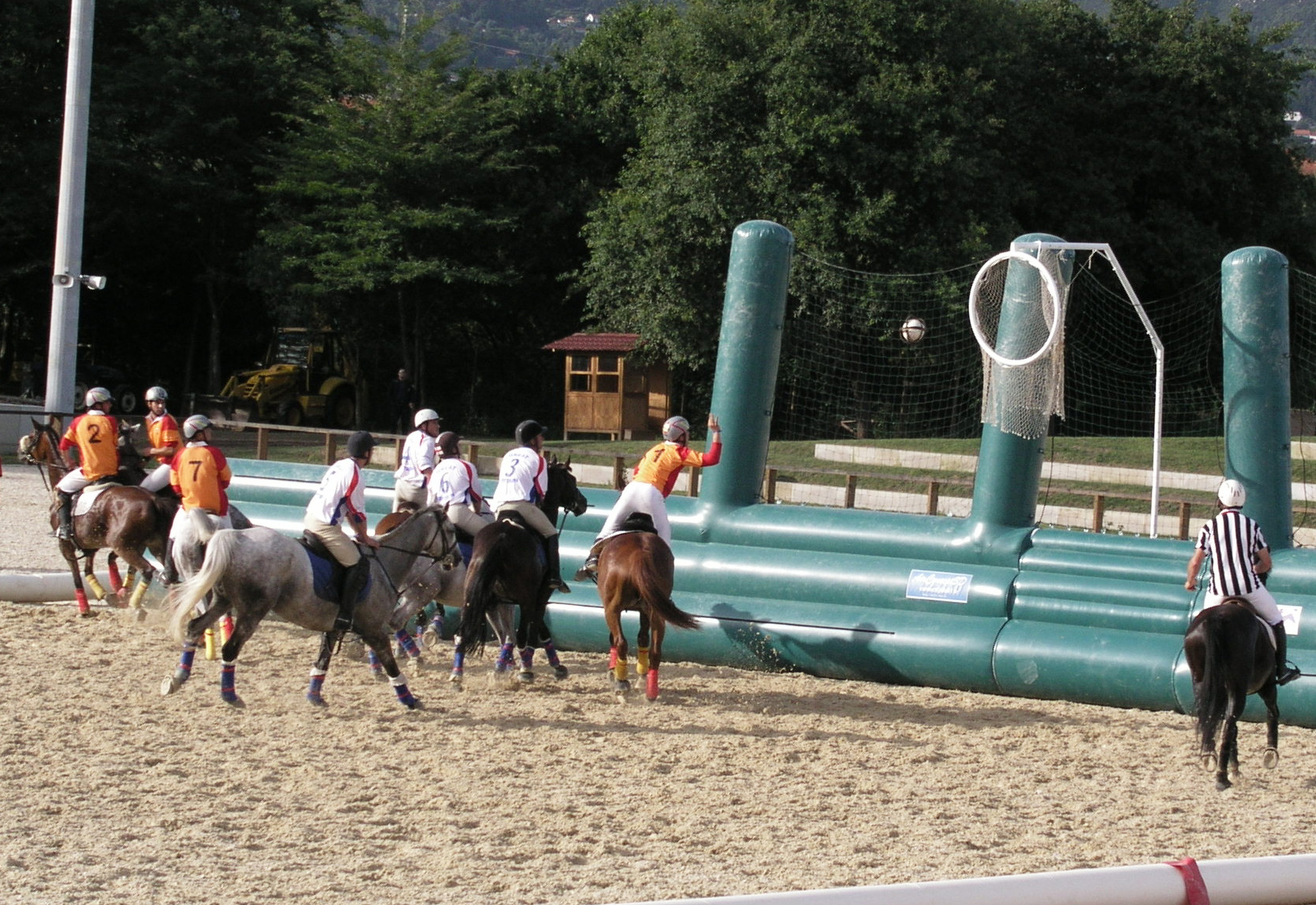
Horseball

Es wird von zwei Mannschaften mit je sechs Reitern gespielt, von denen immer je vier im fliegenden Wechsel gleichzeitig auf dem Spielfeld sind. Dieses ist zwischen 60 und 75 Meter lang und 20 bis 30 Meter breit. Ein Spiel geht dabei über zwei Halbzeiten à 10 Minuten mit 3 Minuten Pause zwischendurch.
Ziel des Spieles ist es, einen mit sechs Lederschlaufen versehenen fußballgroßen Ball durch einen senkrecht hängenden Ring von 1 Meter Durchmesser zu werfen, der sich in 4 Meter Höhe befindet. Den Ball müssen sich dabei vor jedem gültigen Korbwurf mindestens 3 verschiedene Spieler der angreifenden Mannschaft ohne Unterbrechung durch den Gegner zugeworfen haben.
Die Pferde müssen mindestens 5 Jahre alt sein und ein gutes Sozialverhalten aufweisen. Besonders geeignet sind Poloponys und American Quarter Horses, aber auch alle anderen Pferderassen.

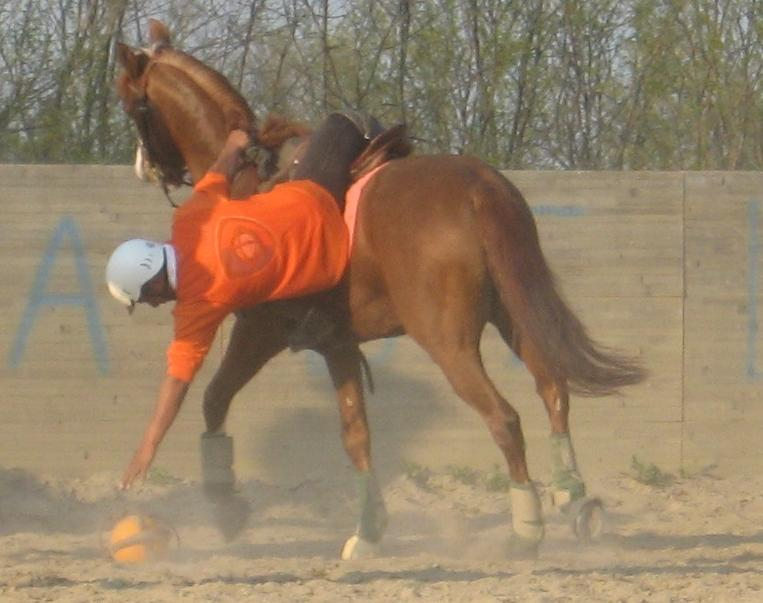
Ramassage, d. h.: Sammeln des Balles vom Boden

Ein auf den Boden gefallener Ball muss aufgenommen werden, ohne vom Pferd zu steigen und ohne die Gangart des Pferdes zu verlangsamen. Dies wird durch einen speziellen Gurt, der die Steigbügel miteinander verbindet, ermöglicht, der ein Herunterbeugen bis auf den Boden erlaubt. Die Ballaufnahme darf innerhalb eines Umkreises von fünf Metern um den Ball nur von einem Spieler gleichzeitig versucht werden. Besondere Prioritätsregeln legen dabei fest, welche Mannschaft zuerst den Ball aufheben darf.
Das Spiel wird von zwei Schiedsrichtern geleitet, zum einen von dem für alle Entscheidungen ausschlaggebenden Feldschiedsrichter, der sich ebenfalls zu Pferd und damit auf Ballhöhe bewegt, und zum anderen von einem außerhalb des Spielfeldes auf Höhe der Mittellinie sitzenden, so genannten Stuhlschiedsrichter. Letzterer hat die Aufgabe, über eine Flagge oder mittels Funkgerät Regelverstöße an den Feldschiedsrichter weiterzugeben. Darüber hinaus muss bei Turnieren auch ein Tierarzt anwesend sein.
Der Deutsche Horseball Verband ist der Dachverband des Horseball Sport in Deutschland, und seinerseits dem Internationalen Horseball Verband FIHB (Fédération internationale de horse-ball) angeschlossen.

## Austragungsorte internationaler Turniere

### Herren Europameisterschaften
- 1992: Paris, Frankreich
- 1993: Wimbledon, England
- 1994: Golga, Portugal
- 1995: Malines, Belgien
- 1996: Verona, Italien
- 1998: Verons, Italien
- 1999: Wels, Österreich
- 2000: Wiesbaden, Deutschland
- 2001: Paris; Frankreich
- 2002: Beja, Portugal
- 2004: Reguengos de Monsaraz, Portugal
- 2005: Vermezzo, Italien
- 2006: Neeroeteren, Belgien
- 2007: Saint-Lô, Frankreich
- 2009: Oviedo, Spanien
- 2011: Montpellier, Frankreich
- 2013: Saint-Lô, Frankreich
- 2015: Bordeaux, Frankreich
- 2019: Ponte de Lima, Portugal, Men's European Championships, 13.–17. August 2019, Siegerequipe: Spanien[1]

### Damen Europameisterschaften
- 2003: Abano Terme, Italien
- 2004: Saintes, Frankreich
- 2005: Vermezzo, Italien
- 2007: Rennes, Frankreich
- 2008: Ponte de Lima, Portugal
- 2010: Saint-Lô, Frankreich
- 2012: Waregem, Belgien
- 2013: Saint-Lô, Frankreich
- 2015: Bordeaux, Frankreich, 27.–30. August 2015,[2]
- 2019: Ponte de Lima, Portugal, Women's European Championships, 13.–17. August 2019, Siegerequipe: Frankreich[3]

### Weltmeisterschaften
- 2006: Buenos Aires, Argentinien (Pato/Horseball WM)
- 2008: Ponte de Lima, Portugal (1. offizielle Horseball WM)
- 2012: Montpellier, Frankreich
- 2016: Ponte de Lima, Portugal
- 2020: nicht ausgetragen

## Erfolge der deutschen Nationalmannschaft
- 3. Platz Damen Europameisterschaft 2003[4]
- 2. Platz Damen Europameisterschaft 2004[5]
- 2. Platz Damen Europameisterschaft 2005[6]

## Erfolge der österreichischen Nationalmannschaft
- 3. Platz Europameisterschaft 1999[7]